# Macomb (Nowy Jork)
Macomb – town w Stanach Zjednoczonych, w stanie Nowy Jork, w hrabstwie St. Lawrence.
Powierzchnia town wynosi 63,15 mi² (około 163,5 km²). W 2010 roku jego populacja wynosiła 906 osób. W 2000 roku zamieszkiwało je 846 osób, a w 1990 mieszkańców było 790.